# IFK Trollhättan
Der IFK Trollhättan ist ein schwedischer Sportverein aus Trollhättan. Die Fußballmannschaft des Klubs spielte mehrere Spielzeiten in der zweithöchsten schwedischen Spielklasse.

## Geschichte
Der IFK Trollhättan gründete sich im Oktober 1920. Die Fußballmannschaft spielte zunächst unterklassig, ehe sie sich Ende der 1930er Jahre im vorderen Bereich ihrer Drittligastaffel festsetzte. Mit zehn Siegen in 14 Spielen gewann der Klub 1942 seine Staffel und erreichte über Erfolge gegen Krokslätts FF in den Aufstiegsspielen die zweite Liga. Als Tabellendritter hinter Örgryte IS und Karlskoga IF verpasste die Mannschaft den direkten Durchmarsch in die Allsvenskan. Nach einem sechsten Platz im Folgejahr stieg der Klub 1945 gemeinsam mit Skogens IF in die dritte Liga ab. Dem Absteiger gelang der Staffelsieg und nach anschließenden Erfolgen in der Aufstiegsrunde gegen Jonsereds IF der direkte Wiederaufstieg. In der zweiten Liga wurde er jedoch Opfer einer Ligareform und musste gemeinsam mit Lundby IF, Göteborgs FF, IF Viken und Deje IK erneut direkt wieder absteigen.
Der IFK Trollhättan setzte sich nach dem erneuten Abstieg zunächst im vorderen Bereich seiner Drittligastaffel fest, ehe die Mannschaft ein Jahr nach Erreichen der Vizemeisterschaft hinter Örgryte IS 1953 in die Viertklassigkeit abrutschte. Nach dem sofortigen Wiederaufstieg dauerte es zwei Spielzeiten, bis die Rückkehr in die zweithöchste Spielklasse bewerkstelligt wurde. Mit drei Saisonsiegen war die Mannschaft jedoch chancenlos und stieg gemeinsam mit Fässbergs IF und Skara IF direkt wieder ab. Nach mehreren Jahren im mittleren Tabellenbereich stieg sie 1962 in die vierte Liga ab. In den folgenden Jahren etablierte sie sich abgesehen von einem kurzen Intermezzo in der Spielzeit 1967 in der dritten sowie zwei Spielzeiten 1974 bis 1975 in der fünften Liga auf diesem Spielniveau.
Nach einem erneuten Aufstieg in die dritte Liga Ende 1981 avancierte IFK Trollhättan in den folgenden Jahren zur Fahrstuhlmannschaft und pendelte zwischen dritter und vierter Spielklasse. 1986 wurde die Mannschaft Opfer einer Ligareform und wurde der fünften Liga zugeteilt. In der Folge wankte sie zwischen dieser und der vierten Liga, ehe sie sich Anfang der 1990er Jahre dort etablierte und 1995 sowie 1996 erfolglos an den Aufstiegsspielen zur dritten Liga teilnahm. 2005 war die Mannschaft erneut Opfer einer Ligareform, als Tabellenvorletzter seiner Viertligastaffel wurde der Klub zwei Spielklassen zurückversetzt. In der Folge sprang er zwischen fünfter und sechster Liga, ehe er sich ab 2009 in der fünften Liga stabilisieren konnte.